# 洪斯吕克山区锡门
洪斯吕克山区锡门（德語：Simmern/Hunsrück），简称锡门（德語：Simmern，發音：[ˈzɪmɐn] ⓘ），是德国莱茵兰-普法尔茨州莱茵-洪斯吕克县的城市，也是莱茵-洪斯吕克县的县治，面积11.96平方千米，2023年12月31日人口为8,155人。

## 友好城市
洪斯吕克山区锡门与以下城市结为友好城市：
- 法國 米热讷[2]
- 巴西 伊格雷日尼亚[3]
- 芬兰 曼泰-维尔普拉[4]
- 盧森堡 勒瑟[5]